# Andrés D'Alessandro (giocatore di calcio a 5)
Andrés D'Alessandro de la Hera (9 ottobre 1978) è un ex giocatore di calcio a 5 uruguaiano.

## Carriera
Soprannominato "Peludo", era impiegato prevalentemente come difensore. Con la nazionale maschile di calcio a 5 dell'Uruguay ha disputato due campionati mondiali: nel 1996 la selezione sudamericana fu eliminata al secondo turno nel girone comprendente Brasile, Ucraina e Paesi Bassi; nel 2000 rimase fuori inaspettatamente dalla seconda fase in favore dell'Egitto.